# Hot Stuff
Hot Stuff / Hand Of Fate je pilotním singlem k albu Black And Blue rockové skupiny The Rolling Stones vydaným pouze ve Francii. Obě písně byly natočeny během let 1974 - 1975 ve studiu Musicland Studios v Mnichově. Singl vyšel 16. dubna 1976. Obě písně vyšly na albu Black And Blue, Hot Stuff vyšla na singlu ve zkrácené verzi. Autory skladeb jsou Mick Jagger a Keith Richard.
základní informace:
A strana
"Hot Stuff (single edit)" (Jagger / Richard) - 3:30
B strana
"Hand Of Fate" (Jagger / Richard) - 4:28